# Ed Harris
Edward Allen Harris (sinh ngày 28 tháng 11 năm 1950) là một nam diễn viên, biên kịch, đạo diễn kiêm sản xuất phim người Mỹ.

## Danh sách phim

### Điện ảnh
| Năm  | Tên phim       | Vai diễn | Ghi chú |
| ---- | -------------- | -------- | ------- |
| 2024 | Yêu cuồng loạn | Lou Sr.  |         |

### Truyền hình
| Năm       | Tên                           | Vai                     | Ghi chú |
| --------- | ----------------------------- | ----------------------- | ------- |
| 1976      | Gibbsville                    | Steve                   |         |
| 1977      | Delvecchio                    | Davey Bresnihan         |         |
| 1977      | The Amazing Howard Hughes     | Russ                    |         |
| 1978      | The Rockford Files            | Rudy Kempner            |         |
| 1978      | David Cassidy: Man Undercover | Ben                     |         |
| 1979      | The Seekers                   |                         |         |
| 1979      | Barnaby Jones                 | Glenn Morgan            |         |
| 1979–1981 | Lou Grant                     | Warren                  |         |
| 1980      | Paris                         | John Dantley            |         |
| 1980      | The Aliens Are Coming         | Chuck Polcheck          |         |
| 1981      | CHiPs                         | Lonny                   |         |
| 1981      | Hart to Hart                  | Arnold Harmon           |         |
| 1984      | American Playhouse            | Jimmy Wing              |         |
| 1987      | The Last Innocent Man         | Harry Nash              |         |
| 1992      | Running Mates                 | Hugh Hathaway           |         |
| 1994      | The Stand                     | General William Starkey |         |
| 1995      | Frasier                       | Guest Caller Rob        |         |
| 1996      | Riders of the Purple Sage     | Jim Lassiter            |         |
| 2001      | Enemy at the Gates            | Erwin König             |         |
| 2005      | Empire Falls                  | Miles Roby              |         |
| 2006      | The Armenian Genocide         | Leslie Davis            |         |
| 2012      | Game Change                   | John McCain             |         |
| 2016–22   | Westworld                     |                         |         |